# Judo-Juniorenweltmeisterschaften 2015
Die Judo-Juniorenweltmeisterschaften 2015 wurden vom 23. bis 25. Oktober 2015 in Abu Dhabi, Vereinigte Arabische Emirate, abgehalten. Es nahmen 555 Judoka aus 81 Nationen teil. Am 27. Oktober wurde ein Männer- und einen Frauenmannschaftswettkampf abgehalten. Bei beiden erreichte die japanische Mannschaft den ersten Platz.

## Ergebnisse

### Frauen
| Gewichtsklasse     | Gold                | Silber            | Bronze                   |
| ------------------ | ------------------- | ----------------- | ------------------------ |
| - 44 kg            | Lee Hye-kyeong      | Riko Igarashi     | Ganbaataryn Narantsetseg |
| - 44 kg            | Lee Hye-kyeong      | Riko Igarashi     | Rita Reis                |
| - 48 kg            | Funa Tonaki         | Maruša Štangar    | Mikoto Tsunemi           |
| - 48 kg            | Funa Tonaki         | Maruša Štangar    | Sephora Corcher          |
| - 52 kg            | Distria Krasniqi    | Mariam Janashvili | Astride Gneto            |
| - 52 kg            | Distria Krasniqi    | Mariam Janashvili | Mariana Esteves          |
| - 57 kg            | Haruka Funakubo     | Stefania Dobre    | Andreja Leški            |
| - 57 kg            | Haruka Funakubo     | Stefania Dobre    | Sarah Harachi            |
| - 63 kg            | Nami Nabekura       | Diana Dzhigaros   | Lucy Renshall            |
| - 63 kg            | Nami Nabekura       | Diana Dzhigaros   | Lara Reimann             |
| - 70 kg            | Szabina Gercsák     | Remi Aoyagi       | Lisa Dollinger           |
| - 70 kg            | Szabina Gercsák     | Remi Aoyagi       | Natascha Ausma           |
| - 78 kg            | Brigita Matić-Ljuba | Klara Apotekar    | Julie Hoelterhoff        |
| - 78 kg            | Brigita Matić-Ljuba | Klara Apotekar    | Anna-Maria Wagner        |
| + 78 kg            | Wakaba Tomita       | Camila Yamakawa   | Yelyzaveta Kalanina      |
| + 78 kg            | Wakaba Tomita       | Camila Yamakawa   | Han Mi-jin               |
| Quelle: Judoinside |                     |                   |                          |

### Männer
| Gewichtsklasse     | Gold               | Silber                    | Bronze                    |
| ------------------ | ------------------ | ------------------------- | ------------------------- |
| - 55 kg            | Magzhan Shamshadin | Lee Ha-rim                | Amartuvshin Bayaraa       |
| - 55 kg            | Magzhan Shamshadin | Lee Ha-rim                | Irakli Kupatadze          |
| - 60 kg            | Ryuju Nagayama     | Tsend-Ochiryn Tsogtbaatar | Walide Khyar              |
| - 60 kg            | Ryuju Nagayama     | Tsend-Ochiryn Tsogtbaatar | Channyeong Kim            |
| - 66 kg            | Masaya Asari       | Alberto Gaitero           | Daniel Cargnin            |
| - 66 kg            | Masaya Asari       | Alberto Gaitero           | Hidayet Heydarov          |
| - 73 kg            | Heon-Cheol Kang    | Tamazi Kirakozashvili     | Lincoln Neves             |
| - 73 kg            | Heon-Cheol Kang    | Tamazi Kirakozashvili     | Martin Hojak              |
| - 81 kg            | Frank de Wit       | Sotaro Fujiwara           | Viktor Makukha            |
| - 81 kg            | Frank de Wit       | Sotaro Fujiwara           | Iván Felipe Silva Morales |
| - 90 kg            | Beka Gviniashvili  | Nikoloz Sherazadishvili   | Piotr Kuczera             |
| - 90 kg            | Beka Gviniashvili  | Nikoloz Sherazadishvili   | Firudin Dadashov          |
| - 100 kg           | Niyaz Ilyasov      | Leonardo Gonçalves        | Nikita Azarov             |
| - 100 kg           | Niyaz Ilyasov      | Leonardo Gonçalves        | Anton Savytskiy           |
| + 100 kg           | Tamerlan Bashaev   | Genta Tanaka              | Yusei Ogawa               |
| + 100 kg           | Tamerlan Bashaev   | Genta Tanaka              | Messie Katanga            |
| Quelle: Judoinside |                    |                           |                           |

### Mannschaftswettkampf
| Platz       | Frauen      | Männer     |
| ----------- | ----------- | ---------- |
| 1.          | Japan       | Japan      |
| 2.          | Frankreich  | Georgien   |
| 3.          | Deutschland | Belarus    |
| 3.          | Niederlande | Russland   |
| 5.          | Kasachstan  | Usbekistan |
| 5.          | Südkorea    | Ägypten    |
| Quelle: EJU |             |            |